# موبی
ریچارد ملویل هال (به انگلیسی: Richard Melville Hall) (زاده ۱۱ سپتامبر ۱۹۶۵) که بیشتر با نام موبی (به انگلیسی: Moby) شناخته می‌شود یک دی‌جی، خواننده و ترانه‌سرا و نوازنده آمریکایی است.
او می‌خواند و کیبورد، گیتار، گیتار باس و درامز می‌نوازد.
آلبوم Play وی ۱۰ میلیون نسخه فروش داشت.

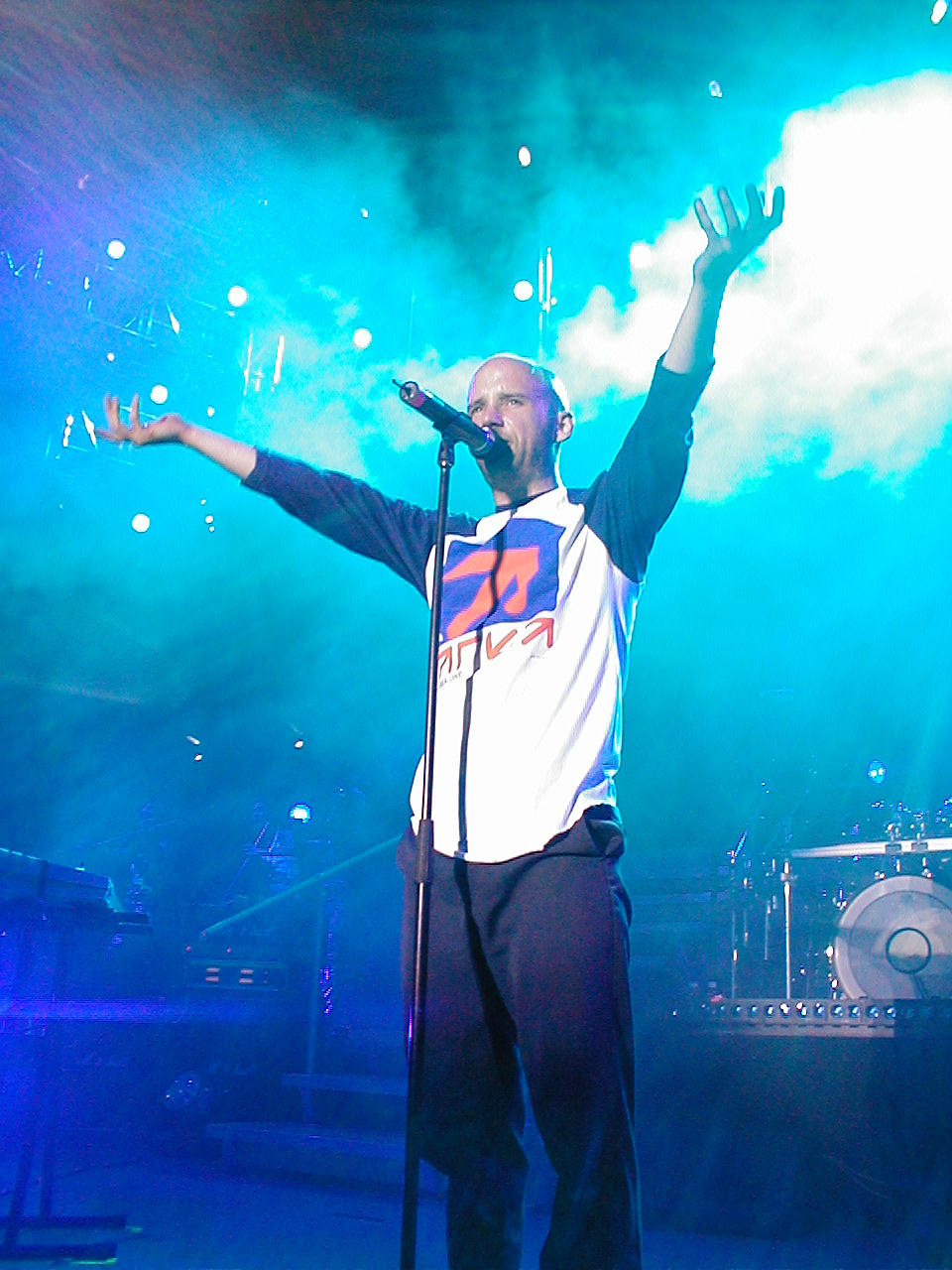

موبی یک گیاه‌خوار می‌باشد.